# Alchemilla effusiformis
Alchemilla effusiformis é uma espécie de rosácea do gênero Alchemilla, pertencente à família Rosaceae.